# UNEP Finance Initiative

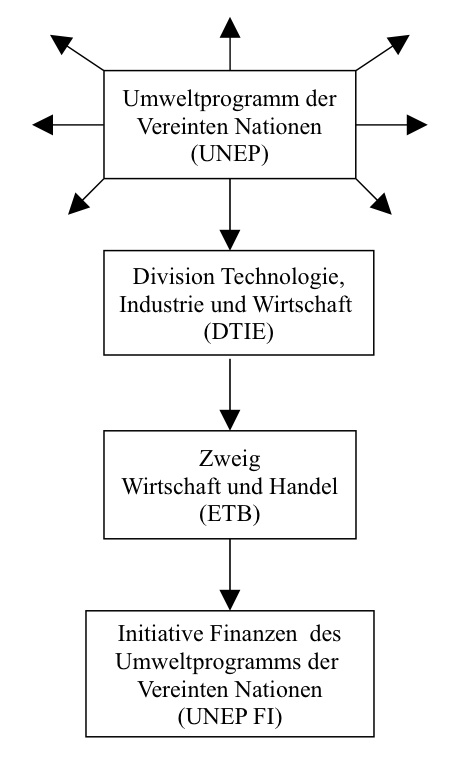
Beziehung zwischen UNEP und UNEP FI

Die Finanz-Initiative des Umweltprogramms der Vereinten Nationen (United Nations Environment Programme Finance Initiative, (UNEP FI)) hat ihren Sitz in Genf, Schweiz. Vorsitzender des Hauptausschusses ist Paul Clements-Hunt. Das UNEP FI ist eine globale Partnerschaft zwischen dem Umweltprogramm der Vereinten Nationen (UNEP) und dem privaten Finanzsektor.

## Ziele
Ziel ist die Integration der Umweltaspekte in die Dienstleistungen des Finanzsektors. Begründet in dem 2003 vollzogenen Zusammenschluss der Initiativen: FINANCIAL INSTITUTIONS INITIATIVE (Kreditwirtschaft) und der INSURANCE INDUSTRY INITIATIVE (Versicherungswirtschaft), wird in einen Finanzsektor und Versicherungssektor unterschieden. Beide verpflichten sich in unterschiedlichen Erklärungen, die soziale Entwicklung, den Umweltschutz und die Nachhaltigkeit zu fördern. Weltweit haben sich zur Zeit 170 Finanz- und Kreditinstitute aus 44 Staaten angeschlossen, um private Investitionen in umweltverträgliche Technologien und Dienstleistungen zu fördern und Nachhaltigkeit und wirtschaftliche Leistungsfähigkeit zu verbinden. Die gewählten Vertreter des Hauptausschusses und ein Vertreter der UNEP verabschieden ein jährliches Arbeitsprogramm und regionale Aktivitäten.

## Aufgaben
Hauptaufgaben
Das strategische Arbeitsprogramm des UNEP FI konzentriert sich auf die Entwicklung innovativer Ansätze zu Fragen rund um Finanzen und Nachhaltigkeit.
- Klimawandel – Eine eigene Arbeitsgruppe Klimawandel der UNEP FI beschäftigt sich mit der CO2-Ausstoß-Finanzierung, nationaler und internationaler Politik und Regulierungsdebatten und erneuerbarer Energie.

- Versicherungsleistung – Auffinden innovativer Formen der Auseinandersetzung mit Fragen der Nachhaltigkeit in den Bereichen Produkte, Dienstleistungen, Investitionen und Betriebsökologie.

- Investment – Wie lassen sich Material-, Sozial-, Umwelt- und Regierungsanforderungen am besten in der Praxis in Investitionen umsetzen?

- Eigentum – Der Neubau und der Betrieb von Immobilien trägt signifikant zu globalem CO2-Ausstoß, Umweltverschmutzung und Energieverbrauch bei. Die Arbeitsgruppe Immobilie analysiert die Rolle der Finanzinstitute bei der Förderung der nachhaltigen Entwicklung im Immobilien-Finanzsektor.

- Nachhaltigkeitsmanagement und Berichterstattung – Entwicklung einer globalen Berichterstattungsinitiative der Finanz-Service-Unterstützung (Nachhaltigkeits-Performance). Aufbau eines Wirtschaftsfalls für nachhaltiges Management und Berichterstattung in aufstrebenden Volkswirtschaften.

Andere Aktivitäten
- Biologische Vielfalt und Ökosystem-Dienstleistungen – Unterstützung des Finanzdienstleistungssektors, um Herausforderungen anzugehen, die aus dem Verlust der biologischen Vielfalt und dem Abbau von Ökosystem-Dienstleistungen entstehen.

- Finanz- und Konfliktmanagement – Entwicklung und Förderung eines Wirtschaftsfalls für die Konfliktprävention im Finanzsektor und Steigerung des Bewusstseins für Chancen, die sich ergeben, wenn man sich aktiv mit Fragen der Konfliktprävention auseinandersetzt.

- Menschenrechte und Finanzen – Vorantreiben der sozialen und umwelttechnischen Nachhaltigkeitsentwicklung, um Hintergründe zu erklären, wie Menschenrechte und Tätigkeiten von Finanzinstituten weltweit zusammenhängen, damit Finanzexperten verantwortungsvolle Entscheidungen innerhalb ihrer Einflusssphären treffen können.

- Wasser und Finanzen – Förderung proaktiver Ansätze von Finanzinstituten, wenn es um wasserbezogene Herausforderungen und Chancen durch die Erhöhung des Bewusstseins und Aufbau von Kapazitäten geht.

## Regionale Aktivitäten

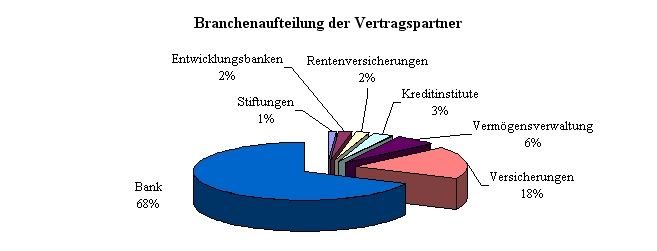
Branchenaufteilung der Vertragspartner

UNEP FI ist eine global agierende Kooperation zwischen privaten Gesellschaften und der Öffentlichkeit. UNEP FI basiert auf einem Netzwerk von regionalen Arbeitsgruppen zur Koordinierung ihrer Aktivitäten. Dadurch bietet sich den teilnehmenden Instituten die Möglichkeit zur Interaktion und zum gegenseitigen Austausch von Erfahrungen, um eine bestmögliche praktische Lösung für entsprechende Aufgaben zu finden.
Die Arbeitsgruppen wurden zu einer wichtigen Quelle von Innovationen, insbesondere im Fortbildungsbereich des Risikomanagements.

## Instrumente
Den Vertragspartnern werden folgende Produkte und Dienstleistungen zur Erleichterung der Umsetzung der nachhaltigen Finanzierung und Praktiken im globalen Finanzsektor angeboten.
- Environmental & Social Responsibility Observatory ESRO ist eine Online-Datenbank mit Erfahrungsberichten von UNEP FI Vertretern und anderen Finanzinstituten.
  - Umgang mit ökologischen und sozialen Risiken in ihren Kredit- und Anlagebereichen.
  - Erfolgreiches Management, um die finanzielle und nachhaltige Performance auszurichten, in dem finanzielle Mittel in bestimmte Aktivitäten geleitet werden, die positive Netto-Auswirkungen auf die Umwelt, die Gesellschaft und ihre eigenen Unternehmensziele haben.

- Human Rights Tool – Das UNEP FI Human Rights Tool für den Finanzsektor ist ein Online-Kennzeichnungswerkzeug, das Informationen für die Kreditgeber über die Menschenrechtsrisiken bereitstellt. Dort findet man:
  - Hintergrund-Informationen
  - Spezifische Fragen im Zusammenhang mit verschiedenen Branchen
  - Schlüsselfragen zur Unterstützung der Folgenabschätzung
  - Einschlägige internationale Gesetze, Normen und Initiativen

- Ausführungen zu Umwelt- und Sozialrisiken (Social Risk Briefings) – Die Social Risk Briefings bieten eine Zusammenfassung von zehn Sektoren, gefolgt von den wichtigsten Punkten, den Umwelt- und Sozialrisiken, den Schlüsselüberlegungen und entsprechenden Ressourcen. Dieses Tool steht nur den UNEP FI Unterzeichnern zur Verfügung.